# Benjamin Varonian
Benjamin Varonian, né le 15 juin 1980 à Nice, est un gymnaste Français.

## Palmarès

### Jeux olympiques
- jeux Olympiques de 2000 à Sydney,  Australie
  -  Médaille d'argent à la barre fixe.

### Championnats d'Europe
- Champion d’Europe juniors 1998 à Saint-Pétersbourg aux barres parallèles.
- Champion d’Europe juniors 1998 par équipes.